# Jacinto Machado
Jacinto Machado é um município brasileiro do estado de Santa Catarina. Localiza-se a uma latitude 28º59'51" sul e a uma longitude 49º45'49" oeste, estando a uma altitude de 28 metros. Sua população em 2010 era de 10.609.

## História
Jacinto Machado recebeu status de município pela lei estadual nº 348 de 21 de junho de 1958, com território desmembrado de Araranguá.

## Economia
As principais atividades econômicas do município vem da agricultura, como o arroz e banana, e da agropecuária, com o gado bovino.[carece de fontes?]